# 611
611 (DCXI na numeração romana) foi um ano comum do século VII, do Calendário Juliano, da Era de Cristo, teve início e fim numa sexta-feira, com a letra dominical C.
| ano completo                       |
| ---------------------------------- |
| Ano comum com início à sexta-feira |

## Eventos
- Maomé começa a pregar o Islão em Meca